# Enema
Enema, lavado, lavativa o clisma (término antiguo), es el procedimiento de introducir líquidos en el recto y el colon a través del ano. Los enemas pueden llevarse a cabo por razones médicas o de higiene, con fines diagnósticos, o como parte de terapias alternativas o tradicionales.

## Tipos de enemas
Los enemas médicos o por higiene se usan desde hace siglos y son básicamente de dos tipos:

### Enema evacuante
Los enemas evacuantes que generalmente actúan de inmediato (15 a 20 minutos máximo), se usan para tratar la retención fecal, eliminación de fecalomas, o el estreñimiento, como por ejemplo en las mujeres embarazadas se usan para aliviar la molestia causada por el estreñimiento que a algunas les produce la ingesta de suplementos nutricionales del hierro.

### Enema de retención

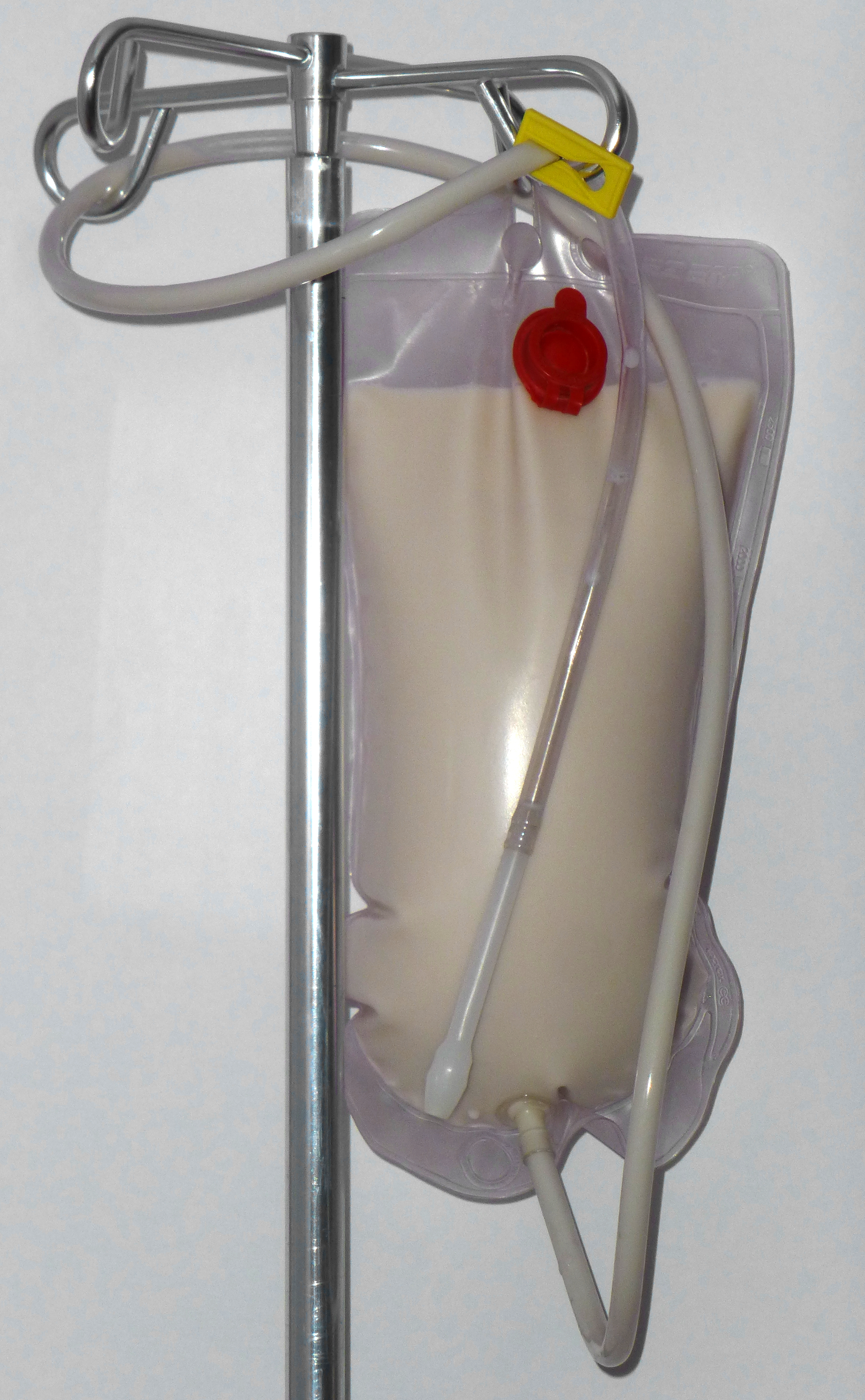
Enema de contraste o de bario

Los enemas de retención, que requieren la retención de la sustancia introducida durante un mínimo de 30 minutos a varias horas, se usan para introducir medicamentos o sustancias radio opacas, como el sulfato de bario, y así visualizar con rayos x imágenes del tracto intestinal inferior con fines diagnósticos (véase enema opaco). También existen los enemas para alimentación vía rectal, medida en desuso.
Los enemas clismafilicos son los que se realizan como vehículo para obtener excitación sexual, es decir forman parte de prácticas sexuales, como expresión o variación de parafilias, sobre todo sadomasoquistas.

## Sustancias para enemas

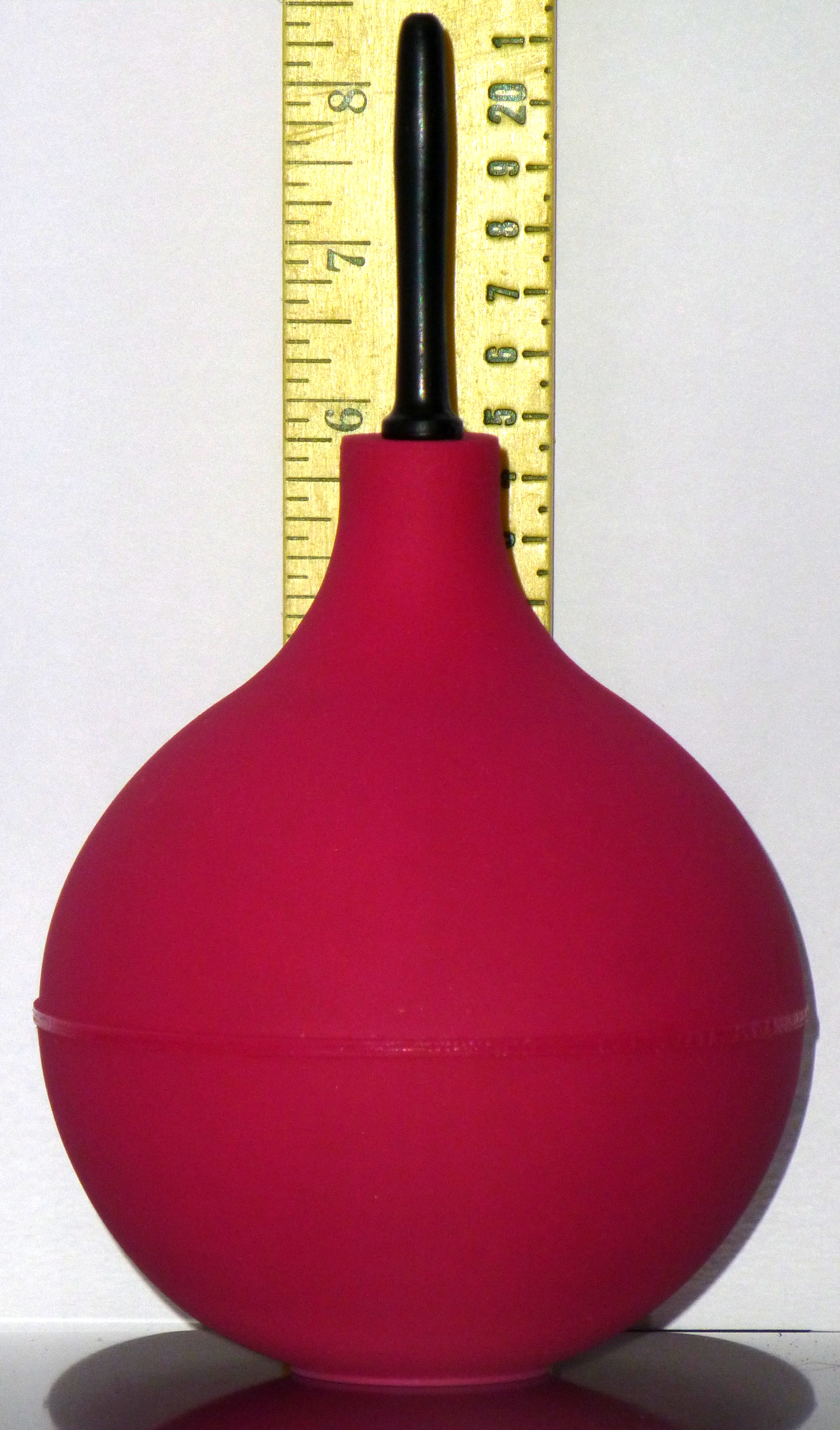
Bulbo para aplicación de un enema pequeño (750 ml.).

Los enemas evacuantes se realizan con agua, solución salina, soluciones jabonosas, emulsiones con aceite o glicerina, soluciones hipertónicas y existen también preparados comerciales. Generalmente todas estas sustancias se aplican a temperatura corporal (37 °C). 
En el enema de contraste con radiografía se utiliza sulfato de bario para detectar afecciones como inflamaciones, pólipos o cáncer en el colon y el recto.
Los enemas de retención (a veces precedidos por enemas de evacuación o limpieza) se hacen con aceite de oliva (enema oleoso o emoliente), medicamentos diversos como antihelmínticos o laxantes y antisepticos, sulfato de bario y líquidos con nutrientes en caso del enema alimenticio, así como líquidos para hidratación (proctólisis). En medicina alternativa se usan enemas de café para afecciones hepáticas por su efecto colerético.

## Contraindicaciones
Generalmente no se debe practicar enemas en los siguientes casos:
- Inflamación intestinal o colitis y apendicitis
- Peritonitis
- Traumatismo abdominal
- Posoperatorio de cirugías abdominales
- Sangrado de tubo digestivo
- Sensibilidad a los componentes de la fórmula
- Deshidratación
- Hemorroides